# 陆慷
陆慷（1968年5月—），江苏泰兴人，中华人民共和国外交官，曾任外交部新闻司司长、外交部新闻发言人、外交部北美大洋洲司司长、中华人民共和国驻印度尼西亚共和国特命全权大使。现任中共中央对外联络部副部长。

## 简历
陆慷畢業於南京外国语学校、北京大學國際政治系。1993年起，陆慷曾先后在外交部国际司、常驻联合国代表团、外交部军控司等外交系统单位工作，期间获得新加坡国立大学公共政策硕士学位，并于2006年12月调任驻爱尔兰大使馆参赞、首席馆员。2008年8月，调任外交部国际司参赞，后升任副司长。2010年8月，调任外交部美大司副司长。2012年12月调任驻美使馆公使。2015年至2019年期间任外交部新闻司司长。
2015年4月17日下午，刚刚履新的外交部新闻司司长陆慷主持中国外交部举行的中外媒体吹风会，首度与媒体见面。同年6月15日，陆慷主持了个人首次外交部例行记者会。並在外交部新闻司司长任內推出多个新举措，先后开通了外交部发言人办公室的官方微信、微博和抖音账号。
2019年7月18日，陆慷主持了任内最后一次外交部例行记者会，并在会上宣布自己將調任外交部美大司司长，同月22日就任。
2021年12月14日，中国外交部传出人事调动，陆慷将调任中国驻印尼大使。2022年2月，陆慷出任中华人民共和国驻印度尼西亚大使。2024年5月，自驻印度尼西亚大使离任。
2024年5月20日，根据中共中央对外联络部官网显示，陆慷自2024年3月起已担任中共中央对外联络部副部长。

## 个人生活
据媒体报道，陆慷喜欢阅读的书籍广泛，包括国际政治理论著作以及金庸撰写的武侠小说。

## 舆论争议

### 联合声明失效论
2017年6月30日，中華人民共和國外交部發言人陆慷主持例行记者会時強調：「香港是中国的特别行政区，香港事务属于中国内政。《中英联合声明》就中方恢复对香港行使主权和过渡期有关安排作了清晰划分。现在香港已经回归祖国怀抱20年，《中英联合声明》作为一个历史文件，不具有任何现实意义，对中国中央政府对香港特区的管理也不具备任何约束力。英方对回归后的香港没有主权，没有治权，也没有监督权。」當日，英國外交及聯邦事務部發言人回應路透社查詢時回答：「今日《中英聯合聲明》與三十多年前簽訂時一樣維持有效。這是一份有法律拘束力的條約，已向聯合國登記並繼續生效。作為締約方，英國政府有責任密切監督它的施行。」

### 孟晚舟案件
2020年9月3日，陆慷在接受加拿大《环球邮报》就孟晚舟事件专访时表示，「美国同111个国家签有双边引渡条约，同时美方也向数十个其他国家政府提出拘押华为首席财务官孟晚舟的要求，加拿大是唯一配合美国要求拘押孟晚舟的国家，并提出加拿大政府应该向国民告知事件真相」，但并未对此给出任何证据。加拿大前驻华大使赵朴在接受QUB电台采访时表示，认为陆慷的这一发言很有趣，但他也警告听众们应警惕这一角色。并对此形容陆慷是一个虚假消息专家。

## 外部連結
- 陆慷的X（前Twitter）

| 外交職務               | 外交職務                                                   | 外交職務      |
| ---------------------- | ---------------------------------------------------------- | ------------- |
| 前任： 肖千            | 中华人民共和国驻印度尼西亚大使 2022年2月－2024年5月        | 繼任： 王鲁彤 |
| 中華人民共和國政府职务 |                                                            |               |
| 前任： 丛培武          | 中华人民共和国外交部北美大洋洲司司长 2019年7月－2021年12月 | 繼任： 杨涛   |
| 前任： 刘建超          | 中华人民共和国外交部新闻司司长 2015年4月－2019年7月        | 繼任： 华春莹 |